# Ósebeshely
Ósebeshely (románul: Sibișel vagy németül: Alt-Sebeschel) falu Romániában, Erdélyben, Hunyad megyében. A korábbi Ósebeshely (románul: Sibișelul Vechi) és Újsebeshely (románul: Baia vagy Sibișelul Nou) egyesítéséből származik.

## Fekvése
Szászvárostól 11 kilométerre délkeletre, a Kudzsiri-havasok peremén, az azonos nevű patak mentén hosszan elnyúló falu.

## Nevének eredete
Bár első ízben, 1663-ban Sebeshely néven említik, valószínű, hogy neve egy magyar eredetű Sebes víznév román -el képzővel ellátott alakja (hasonló helységnév még Ohábasibisel és Sebeshely). Később 1733-ban Kis-Sebes, 1750-ben Sebesel, 1760–62-ben Sebestsely.

## Története
Valószínűleg a 17. század első felében települt Szászsebesszék területén, román lakossággal. Itt építette 1714–16-ban az első erdélyi nagyolvasztót egy csehországi ács, a kamara részére. 1728-ban valószínűleg üveghuta is működött benne. Vasművét 1729-ben a Vajdahunyad környéki létesítményeket bérlő Georg Steinhilbert vette bérbe, és azok ettől kezdve a vajdahunyadi vállalathoz tartoztak. 1730-ban létesült katolikus plébániája, nyilván az itt dolgozó munkások számára. 1744-ben már Alsó-Fehér vármegyéhez tartozott, ekkor Hunyad vármegyéhez csatolták. Egy rablóbanda 1754-ben feldúlta. 1763-ban megint működött üvegcsűre, egészen a 19. század elejéig. (A Kukuis alatt fekvő erdőt ma is Glăjărie néven ismerik, melynek jelentése 'üvegcsűr'.) Benkő József szerint lakói golyvások voltak. A vasgyár és a hámor az 1880-as években szűnt meg. 1880 körül a Strâmbova patak mellett ortodox remetekolostor működött. 1875 körül vált külön tőle Magureny, 1888-ban beolvadt Újsebeshely. 1946 után kivált Kukuis, Poieni és Újsebeshely, de utóbbi 1974-ben ismét egyesült az anyatelepüléssel. Ósebeshely híres diójáról, több népszerű diófajta is a faluról kapta a nevét. Ezeket Paál Mihály szerzetes terjesztette el.
Az patak mentén feljebb fekvő Újsebeshelyt először Benkő József említi Baia de Fier ('vasbánya') néven, mint Ósebeshelyhez tartozó telepet, ahol a patak vize vashámorokat hajtott. A kincstár 1803-ban létesített itt kisebb vasüzemet. 1808-ban Eisenhammer és Vashámor néven írták. A lakosok más része a környék erdeit termelte ki, és a szálfákat úsztatta le a patakon. 1879-ben 94 állandó és 28 ideiglenes munkása volt. A kudzsiri vaskohók 1882-es megnyitása után hanyatlott le a termelés. 1883-ban a gyár tizenhét szakmunkása Kudzsirba költözött és az ottani üzemben vállalt munkát.
1850-ben Ósebeshelyt 837 fő lakta, közülük 774 román és 59 cigány nemzetiségű; 823 ortodox és tíz görögkatolikus vallású. Újsebeshely 659 lakosa közül 403 volt román, 202 német, 43 cigány és 11 magyar; 399 ortodox, 234 római és 18 görögkatolikus.
2002-ben 692 lakosából 682 volt román és hat cigány nemzetiségű; 670 ortodox és 17 pünkösdi vallású. Közülük 174-en éltek Újsebeshely falurészben.

## Oktatás
- erdészeti középiskola

## Látnivalók
- A faluközpont felett keletre emelkedő, 668 méteres tengerszint feletti magasságú Bordu csúcsán 13. századi eredetű vár romjai. 71×57 méteres, ovális kerítőfalának egy része és 9×8,5 méteres, négyszög alapú kaputornyának falai állnak.